# Mister Roberts
Mister Roberts (denominada en España Escala en Hawaii) es una película estadounidense de 1955, dirigida por John Ford y protagonizada por Henry Fonda, James Cagney, William Powell y Jack Lemmon en los papeles principales. Basada en la novela Mister Roberts de Thomas Heggen.

## Argumento
El alférez Pulver es un tripulante de un buque mercante estadounidense que navega por las aguas del Océano Pacífico durante la Segunda Guerra Mundial. Durante la travesía, tiene que convivir con sus compañeros y con los oficiales del mando quienes, a su vez, están enfrentados entre ellos.

## Comentarios
En un principio, Fonda no era el elegido para interpretar a Mister Roberts, ya que Warner Bros. consideró para el papel a William Holden o Marlon Brando. Fonda solo fue contratado después de que el director John Ford insistiera en ello. 
También se incorporaron al reparto James Cagney como el capitán Morton, William Powell (en su último papel para el cine) como Doc, Jack Lemmon como el alférez Pulver (un papel por el que ganó su primer Óscar), Betsy Palmer, Ward Bond y Philip Carey, entre otros. El guion fue escrito por Joshua Logan y Frank S. Nugent.
El film fue dirigido por John Ford, Mervyn LeRoy y Joshua Logan (aunque sin acreditar). LeRoy reemplazó a Ford después de que este tuviera dificultades con Henry Fonda.

## Premios

### Oscar 1955
| Categoría              | Persona         | Resultado |
| ---------------------- | --------------- | --------- |
| Mejor película         | Mejor película  | Candidato |
| Mejor actor de reparto | Jack Lemmon     | Ganador   |
| Mejor sonido           | William Mueller | Candidato |